# Immerath

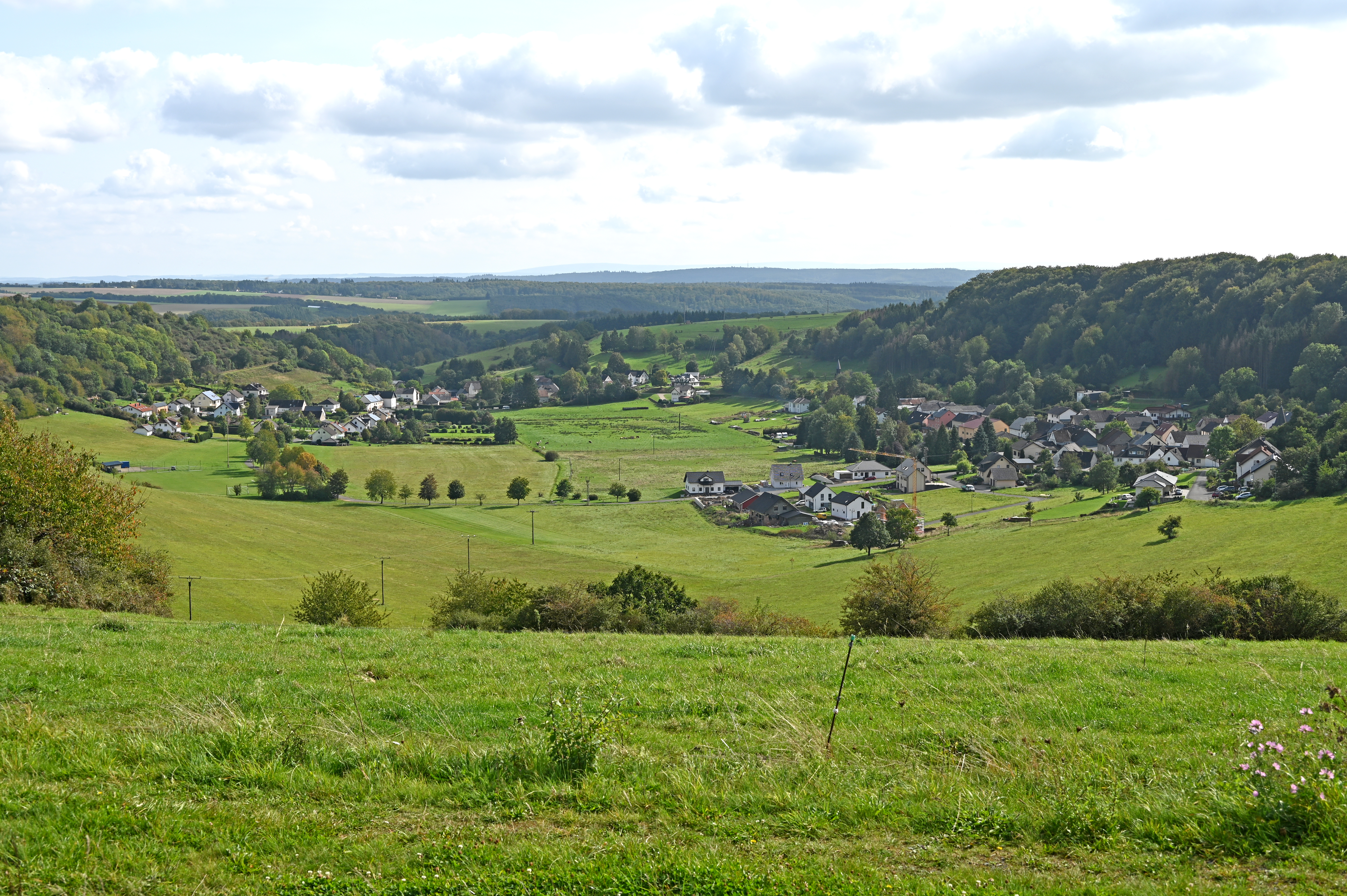
Immerath von Norden

Immerath ist eine Ortsgemeinde im Landkreis Vulkaneifel in Rheinland-Pfalz. Sie gehört der Verbandsgemeinde Daun an.

## Geographie
Immerath liegt im Osten des Landschaftsschutzgebietes „Zwischen Ueß und Kyll“. Im Süden des Gemeindegebietes liegt das als Naturschutzgebiet ausgewiesene Immerather Maar, zwei Kilometer westlich das größere Pulvermaar; ein Kilometer östlich verläuft das Tal des Ueßbachs. Zu Immerath gehören auch die Wohnplätze Heckenmühle, Immerathermühle und Scholzenhof.
Immerath liegt 20 km südöstlich der Stadt Daun und etwa 22 km westlich von Cochem an der Mosel. Die unmittelbaren Nachbargemeinden sind Winkel, Wagenhausen, Lutzerath, Strotzbüsch und Gillenfeld. Am Ortsrand von Immerath verläuft die B 421, in Mehren bei Daun besteht Anschluss an die A 1 Koblenz–Trier.

## Geschichte
Auf der Gemarkung von Immerath, östlich der Ortslage (Flur „Auf der Thomheck“), wurden Anfang der 1930er Jahre die Grundmauern einer römischen Villa freigelegt. Aufgrund von Scherbenfunden wurde die Villa in das 3. bis 4. Jahrhundert datiert. Das Haupthaus beherbergte fünfzehn Räume und hatte eine Frontlänge von vierzig bis fünfzig Metern und eine Tiefe von etwa vierzig Metern. Die Anlage wurde nur zum Teil ausgegraben und anschließend wieder zugedeckt. Gefunden wurde unter anderem auch eine Marmorstatuette des Gottes Vulkan, die sich im Trierer Landesmuseum befindet.
Die erste Erwähnung von Immerath („Emgramenrode“) findet sich in einer Urkunde von König Konrad III., als er am 1. August 1144 nach dem Tode des Pfalzgrafen Wilhelm dem Kloster Springiersbach seine Rechte und  Besitzungen bestätigte und es unter seinen Schutz nahm.
1475 wird eine Kapelle in „Ymgmerait“ genannt, 1569 heißt der Ort in einem Visitationsprotokoll „Imeraidt“, 1650 wurde erstmals die heutige Schreibweise verzeichnet.
Bevölkerungsentwicklung
Die Bevölkerungszahl von Immerath lag im Zeitraum von 1557 bis 1624 zwischen 85 und 105 Einwohnern, wenn man annimmt, dass jedem Haushalt (Feuerstelle) etwa fünf Personen angehörten. Die Einwohnerzahlen von 1871 bis 1987 beruhen auf Volkszählungen:
| Jahr | Haushalte |
| ---- | --------- |
| 1557 | 17        |
| 1563 | 18        |
| 1587 | 20        |
| 1624 | 17        |
| 1733 | 31        |

| Jahr | Einwohner |
| ---- | --------- |
| 1815 | 170       |
| 1835 | 223       |
| 1871 | 258       |
| 1905 | 312       |
| 1939 | 312       |

| Jahr | Einwohner |
| ---- | --------- |
| 1950 | 346       |
| 1961 | 272       |
| 1970 | 266       |
| 1987 | 250       |
| 2005 | 267       |

| Jahr | Einwohner |
| ---- | --------- |
| 2011 | 237       |
| 2017 | 232       |
| 2023 | 236       |

## Politik

### Bürgermeister
Stefan Harbecke  wurde am 20. Oktober 2024 Ortsbürgermeister von Immerath.
Seine Vorgängerin war seit 2019 Marion Divossen.
Ihre Vorgänger waren seit 2016 Peter Schmitz und seit 2009 Stefan Harbecke.

## Sehenswürdigkeiten

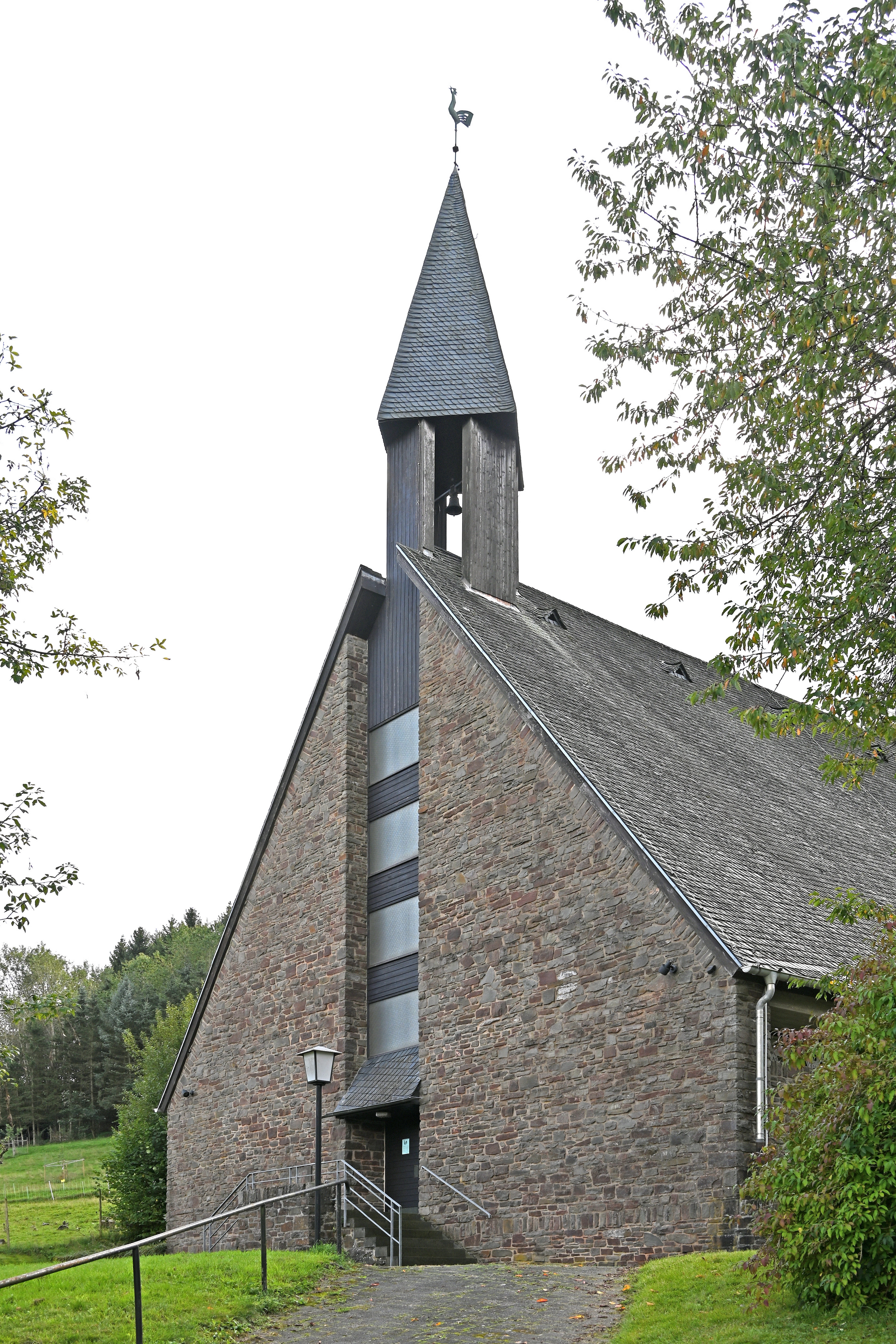
St. Wendelin
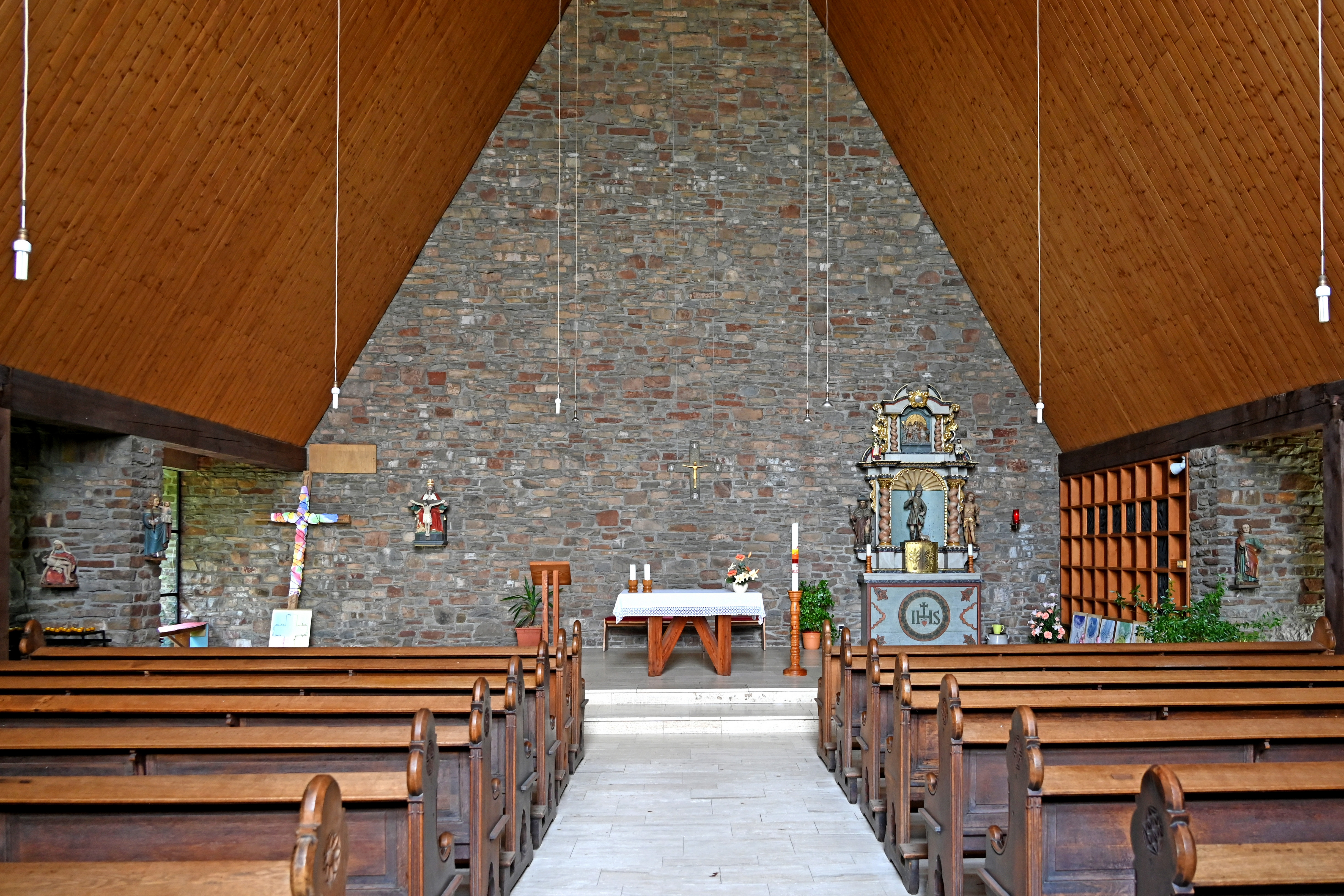
Innenraum
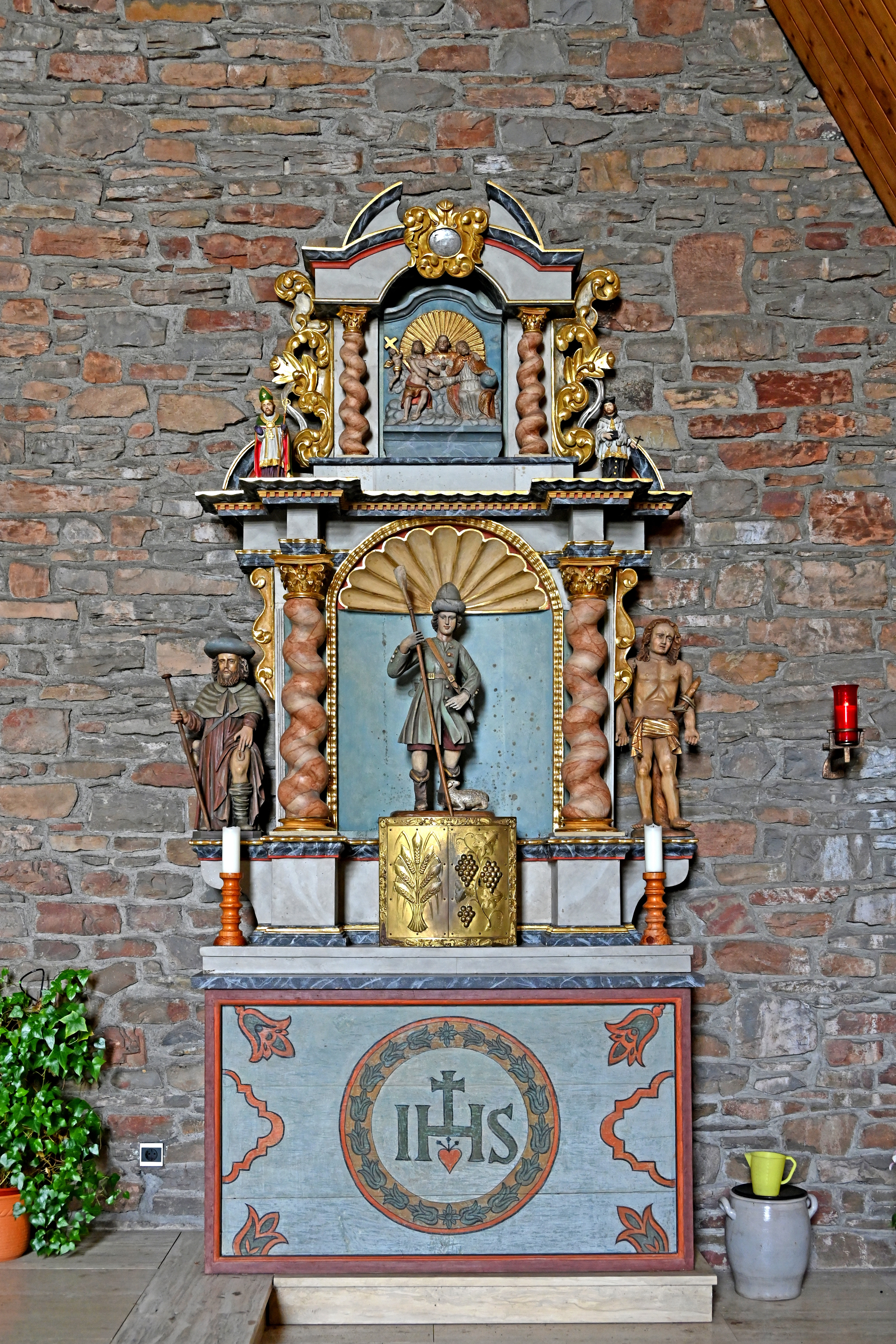
Hochaltar
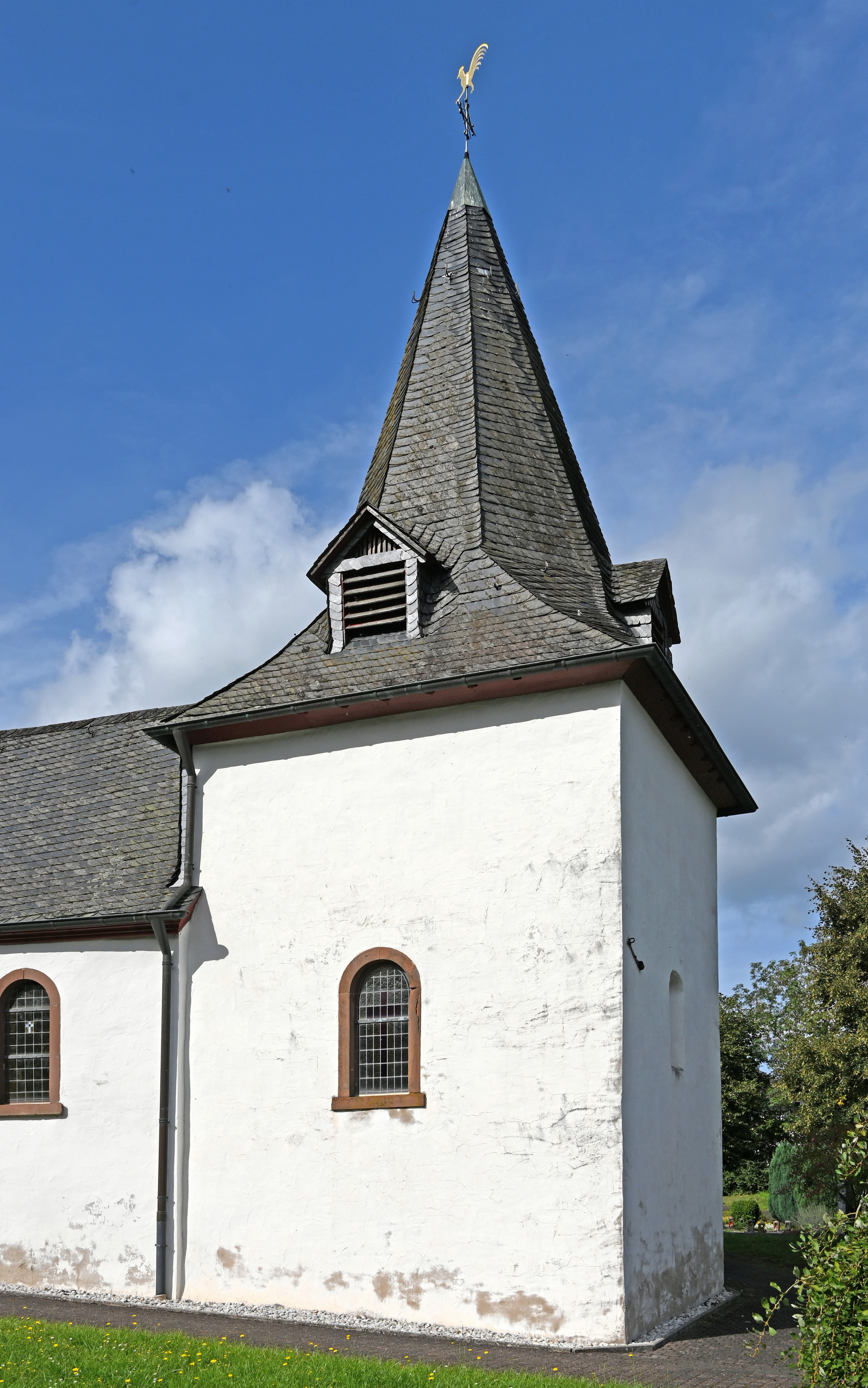
Alte Kirche
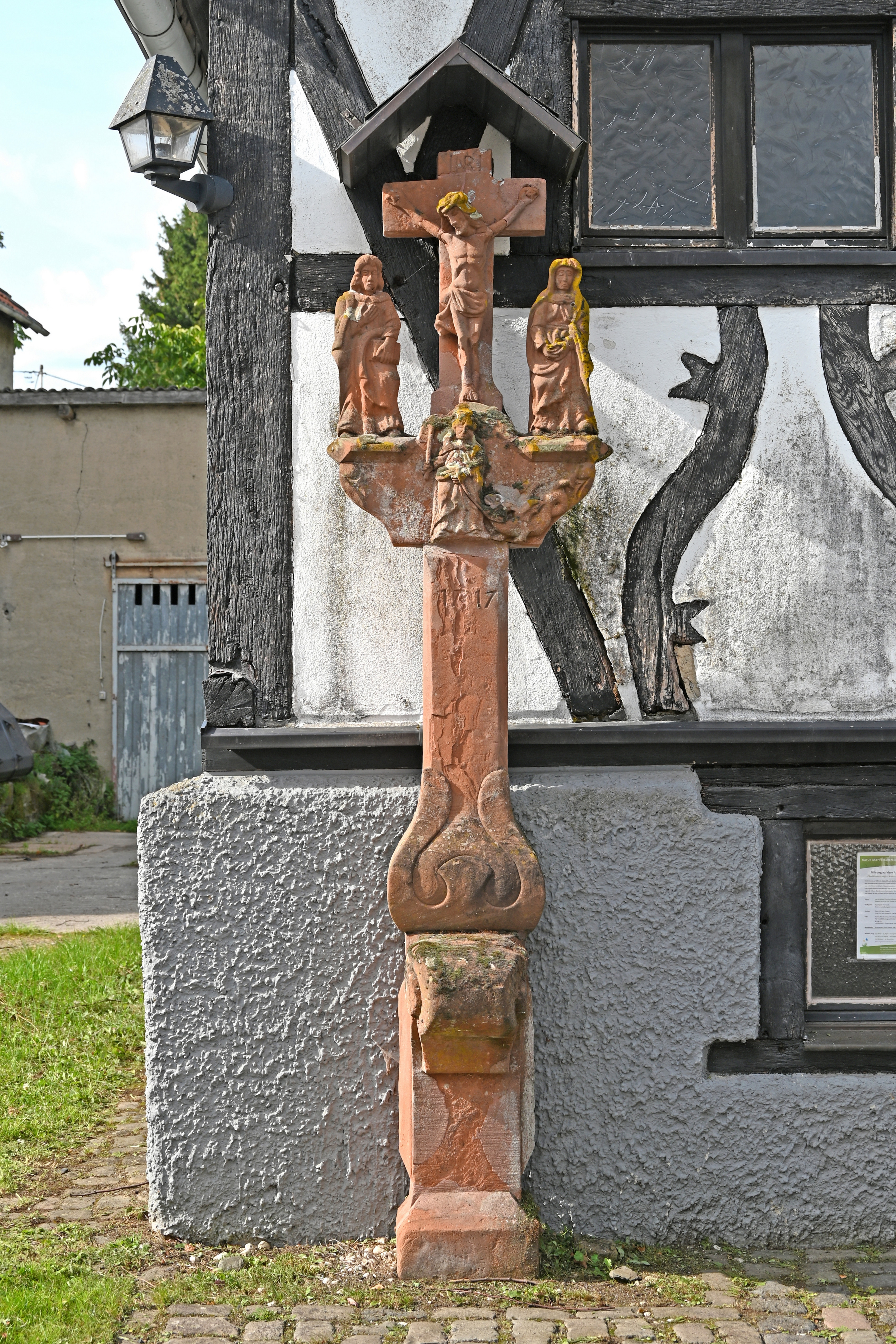
Wegekreuz
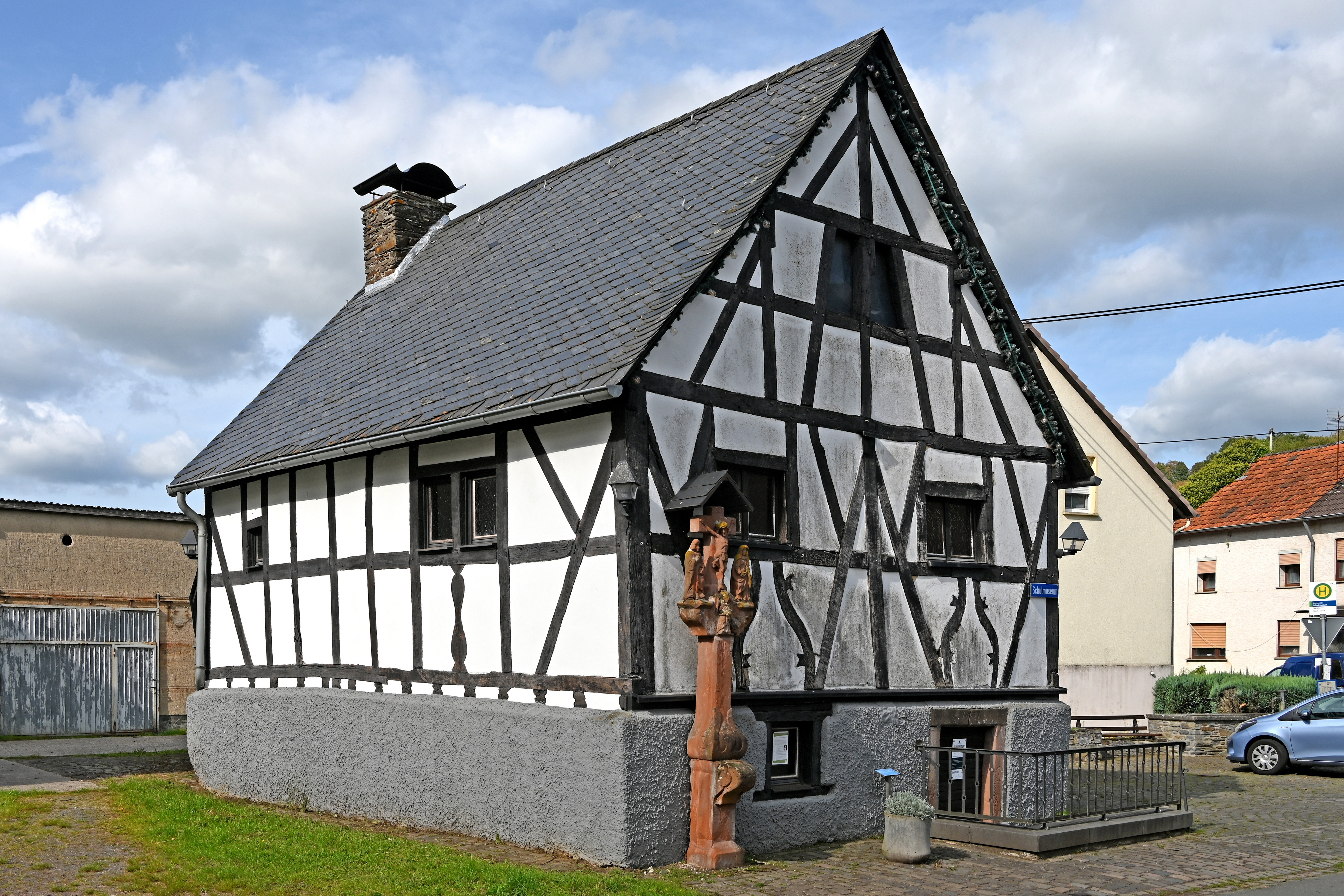
Schulmuseum
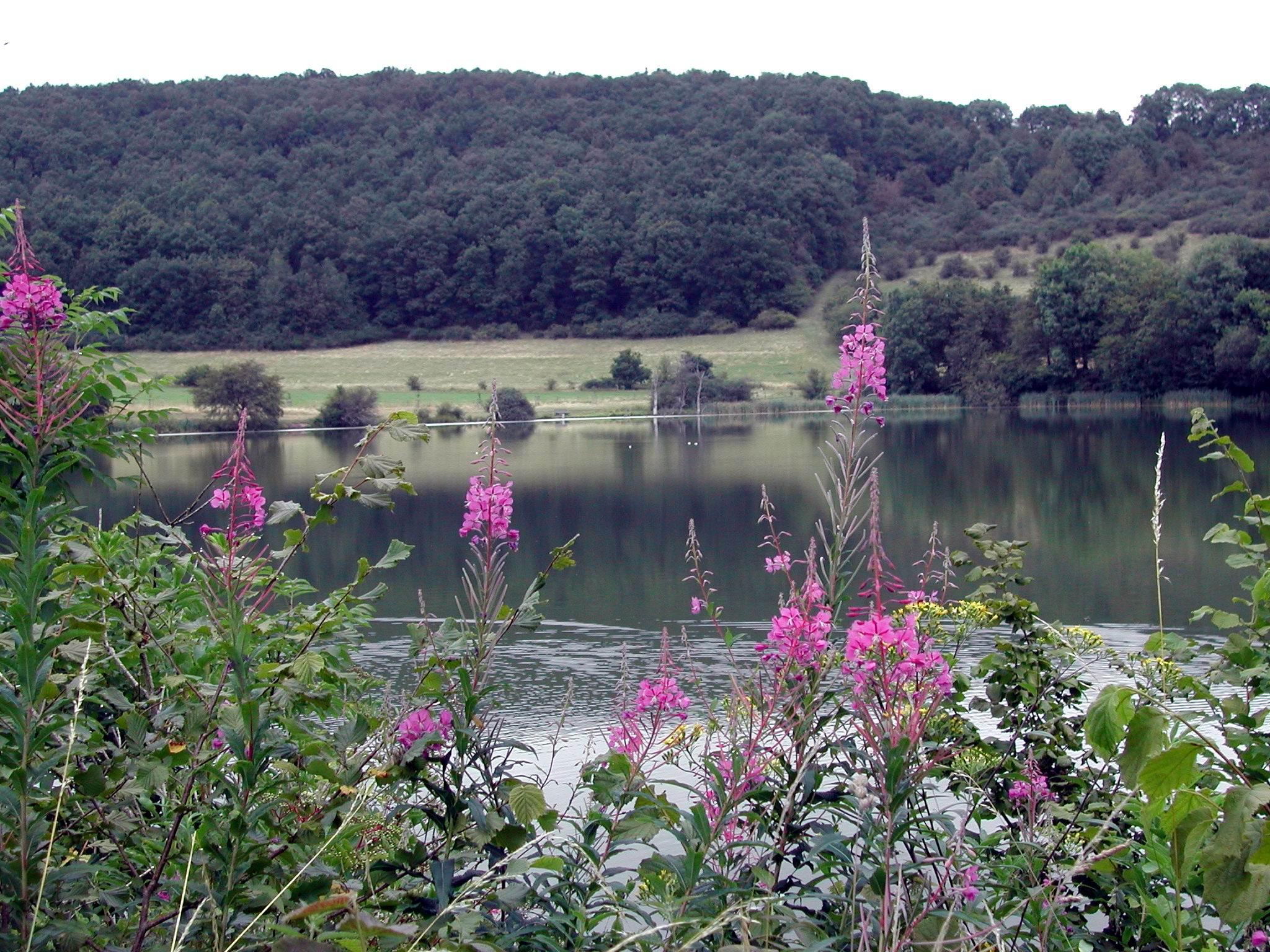
Immerather Maar

Der Ort liegt eingebettet in einem Maarkessel. In einem historischen Backhaus (frühes 18. Jahrhundert) ist ein kleines Schulmuseum untergebracht. Am nördlichen Kraterrand befindet sich weithin sichtbar die Dreifaltigkeitskapelle. Durch den Ort, der sich fast ganz entlang der Hauptstraße erstreckt, fließt kein Durchgangsverkehr.
Siehe auch: Liste der Kulturdenkmäler in Immerath

## Persönlichkeiten
- Martin Kuester (1958–2024), Anglist und Hochschullehrer